# São Dinis
São Dinis est une localité de la commune portugaise de Vila Real. Cette localité comptait 3 937 habitants en 2011.